# Затишне (Сіверськодонецький район)
Зати́шне — село в Рубіжанській міській громаді Сіверськодонецького району Луганської області України. Населення становить 97 осіб.